# Nam Solok
Nam Solok (tiếng Indonesia: Solok Selatan) là một huyện (kabupaten) thuộc tỉnh Tây Sumatra, Indonesia. Huyện lỵ đóng ở. Huyện có diện tích 3.346,20 km², dân số (theo điều tra năm 2000) là 133.861 người.

## Các đơn vị hành chính
Huyện gồm có phó huyện hành chính (kecamatan).